# Prelatura territoriale di Humahuaca
La prelatura territoriale di Humahuaca (in latino Praelatura Territorialis Humahuacensis) è una sede della Chiesa cattolica in Argentina suffraganea dell'arcidiocesi di Salta. Nel 2023 contava 81.600 battezzati su 122.900 abitanti. È retta dal vescovo Florencio Félix Paredes Cruz, C.R.L.

## Territorio
La prelatura territoriale comprende sei dipartimenti della provincia di Jujuy: Cochinoca, Humahuaca, Rinconada, Santa Catalina, Yavi e parte di quello di Susques. Inoltre nella provincia di Salta, si estende sulla parte occidentale dei dipartimenti di Iruya e Santa Victoria.
Sede prelatizia è la città di Humahuaca, dove si trova la cattedrale di Nostra Signora della Candelaria e Sant'Antonio.
Il territorio si estende su 37.000 km² ed è suddiviso in 12 parrocchie.

## Storia
La prelatura territoriale è stata eretta l'8 settembre 1969 con la bolla Munus apostolicum di papa Paolo VI, ricavandone il territorio dalla diocesi di Jujuy.
Il 25 marzo 1971 Paolo VI dichiarò la Vergine Maria "della Presentazione" patrona principale della prelatura territoriale.
Il 21 gennaio 1972 si è ampliata, incorporando i territori nella provincia di Salta che erano appartenuti alla diocesi di Orán; contestualmente cedette la parte del dipartimento di Susques a sud del Tropico del Capricorno all'arcidiocesi di Salta con la bolla Maiori Christifidelium  di papa Paolo VI.

## Cronotassi dei vescovi
Si omettono i periodi di sede vacante non superiori ai 2 anni o non storicamente accertati.
- Sede vacante (1969-1973)

- José María Márquez Bernal, C.M.F. † (10 ottobre 1973 - 20 febbraio 1991 ritirato)
  - Sede vacante (1991-1993)
- Pedro María Olmedo Rivero, C.M.F. (7 luglio 1993 - 23 ottobre 2019 ritirato)
- Florencio Félix Paredes Cruz, C.R.L., succeduto il 23 ottobre 2019

## Statistiche
La prelatura territoriale nel 2023 su una popolazione di 122.900 persone contava 81.600 battezzati, corrispondenti al 66,4% del totale.
| anno | popolazione | popolazione | popolazione | presbiteri | presbiteri | presbiteri | presbiteri                | diaconi | religiosi | religiosi | parrocchie |
| anno | battezzati  | totale      | %           | numero     | secolari   | regolari   | battezzati per presbitero | diaconi | uomini    | donne     | parrocchie |
| ---- | ----------- | ----------- | ----------- | ---------- | ---------- | ---------- | ------------------------- | ------- | --------- | --------- | ---------- |
| 1970 | 49.400      | 50.000      | 98,8        | 9          |            | 9          | 5.488                     |         | 12        | 8         | 6          |
| 1976 | 74.000      | 75.000      | 98,7        | 15         |            | 15         | 4.933                     |         | 18        | 17        | 8          |
| 1980 | 77.900      | 80.000      | 97,4        | 14         |            | 14         | 5.564                     |         | 16        | 19        | 8          |
| 1990 | 88.600      | 90.000      | 98,4        | 18         | 2          | 16         | 4.922                     |         | 18        | 17        | 8          |
| 1999 | 60.700      | 65.800      | 92,2        | 18         | 5          | 13         | 3.372                     |         | 15        | 19        | 9          |
| 2000 | 61.400      | 66.600      | 92,2        | 18         | 5          | 13         | 3.411                     | 1       | 15        | 11        | 9          |
| 2001 | 60.000      | 65.000      | 92,3        | 17         | 6          | 11         | 3.529                     | 1       | 13        | 10        | 9          |
| 2002 | 66.000      | 68.000      | 97,1        | 18         | 7          | 11         | 3.666                     |         | 13        | 10        | 9          |
| 2003 | 66.000      | 68.000      | 97,1        | 18         | 7          | 11         | 3.666                     |         | 13        | 10        | 10         |
| 2004 | 80.000      | 95.000      | 84,2        | 20         | 8          | 12         | 4.000                     |         | 13        | 10        | 11         |
| 2013 | 91.000      | 105.000     | 87,2        | 17         | 7          | 10         | 5.388                     | 1       | 10        | 10        | 12         |
| 2016 | 80.000      | 120.000     | 66,7        | 12         | 5          | 7          | 6.666                     | 1       | 8         | 10        | 8          |
| 2019 | 78.600      | 118.400     | 66,4        | 15         | 5          | 10         | 5.240                     | 1       | 10        | 10        | 10         |
| 2021 | 80.115      | 120.680     | 66,4        | 11         | 4          | 7          | 7.283                     | 1       | 8         | 10        | 12         |
| 2023 | 81.600      | 122.900     | 66,4        | 14         | 7          | 7          | 5.828                     | 1       | 8         | 9         | 12         |